# Hellmuth Hecker
Hellmuth Hecker (* 12. Oktober 1923 in Hamburg; † 7. Januar 2017) war Jurist und ein deutscher Interpret des Theravada-Buddhismus, Chronist des Buddhismus in Deutschland sowie Übersetzer aus dem Pali-Kanon.

## Leben und Werk
Als Jurastudent wurde er 1945 von seinem Freund Fritz Schäfer mit Paul Debes bekannt gemacht und wurde so dessen Schüler. 1948 promovierte er an der Universität Hamburg und arbeitete anschließend als Referent an der „Forschungsstelle für Völkerrecht und Ausländisches Öffentliches Recht“, das 1973 mit dem „Institut für Auswärtige Politik“, einer Hamburger Stiftung des bürgerlichen Rechts, zum „Institut für Internationale Angelegenheiten“ der Universität Hamburg zusammengelegt wurde. Schwerpunkte seiner Arbeit waren das ausländische Verfassungs- und Staatsangehörigkeitsrecht.
Neben seinen zahlreichen juristischen Publikationen, vor allem zum Staatsangehörigkeitsrecht im Ausland, trat er ab 1955 auch mit Arbeiten über den Buddhismus hervor. Heckers eigene Werke stehen dabei in der Tradition des Theravada-Buddhismus. Weitere Arbeitsschwerpunkte sind die Übersetzungen aus dem Pali, Arbeiten zur Mystik und die Tätigkeit als Herausgeber. Zudem lieferte er Beiträge zur Geschichte des Buddhismus in Deutschland, weshalb ihn Martin Baumann als den „Chronist[en] der deutsch-buddhistischen Bewegung bezeichnete“.
Sein Schwiegervater war Paul Brock, zu dessen 100. Geburtstag er eine Bibliografie und Lebensgeschichte veröffentlichte.

## Werke (Auswahl)

### Bibliographie
- Bibliographie Hellmuth Hecker. Verlag Beyerlein-Steinschulte, Stammbach-Herrnschrot (Jahr unbekannt), ISBN 3-931095-39-8.

### Werke zum Buddhismus
- 1965 Der Pali-Kanon. Ein Wegweiser durch Aufbau und deutsche Übersetzungen der heiligen Schriften des Buddhismus. (2. Auflage 1991)
- 1973 Buddhismus in Deutschland. Eine Chronik. (3. Auflage 1985 unter dem Titel Chronik des Buddhismus in Deutschland)
- 1979 Der Heilsweg des Erwachten. Ein Leitfaden für angewandten Buddhismus. Selbstverlag
- 1986 Karl Eugen Neumann. Erstübersetzer der Reden des Buddha, Anreger zu abendländischer Spiritualität.
- Buddhistische Mystiker. Octopus Verlag, Wien, ISBN 3-900290-48-2
- 1990 Lebensbilder deutscher Buddhisten. Ein bio-bibliographisches Handbuch. Band 1: Die Gründer. 2. Auflage 1996: Verlag Beyerlein & Steinschulte, Stammbach, ISBN 978-3-931095-57-4. Erstmals erschienen in der Schriftenreihe „Buddhistischer Modernismus“, Universität Konstanz, Arbeitsbereich „Entwicklungsländer / Interkultureller Vergleich“, Forschungsprojekt „Buddhistischer Modernismus“, Forschungsbericht 13.
- 1992 Lebensbilder deutscher Buddhisten. Ein bio-bibliographisches Handbuch. Band 2: Die Nachfolger. 2. Auflage 1997: Verlag Beyerlein & Steinschulte, Stammbach, ISBN 978-3-931095-58-1. Erstmals erschienen in der Schriftenreihe „Buddhistischer Modernismus“, Universität Konstanz, Arbeitsbereich „Entwicklungsländer / Interkultureller Vergleich“, Forschungsprojekt „Buddhistischer Modernismus“, Forschungsbericht 13.
- 1995 Der erste deutsche Bhikkhu, Das bewegte Leben des Ehrwürdigen Nyanatiloka (1878 - 1957) und seine Schüler, herausgegebenen von Hellmuth Hecker, Konstanz, Universität Konstanz, Arbeitsbereich „Entwicklungsländer / Interkultureller Vergleich“, Forschungsprojekt „Buddhistischer Modernismus“, Forschungsbericht 10. Kein Verlag, keine ISBN. Biographie auf Englisch: Bhikkhu Nyanatusita, Hellmuth Hecker: Life of Nyanatiloka Thera: The Biography of a Western Buddhist Pioneer, Buddhist Publication Society, Sri Lanka, 28. März 2011, ISBN 978-955-24-0318-7
- 1999 Die Furt zum anderen Ufer ~ im System buddhistischer Praxis Verlag Beyerlein & Steinschulte, Stammbach-Herrnschrot, ISBN 3-931095-18-5
- 2000 Die Jünger Buddhas. Leben, Werk und Vermächtnis der vierundzwanzig bedeutendsten Schüler und Schülerinnen des Erwachten. (zusammen mit Nyanaponika Thera, zuerst 1997 unter dem Titel Great disciples of the Buddha), ISBN 3-502-61019-3
- 2000 Der Stromeintritt. Verlag Beyerlein & Steinschulte, Stammbach-Herrnschrot, ISBN 3-931095-23-1
- 2002 Ehe und Mystik in Ost und West. Verlag Beyerlein & Steinschulte, Stammbach-Herrnschrot, ISBN 3-931095-41-X
- 2003  Das Glück der Sicherheit in der Lehre des Buddha. Verlag Beyerlein & Steinschulte, Stammbach-Herrnschrot, ISBN 3-931095-44-4
- 2004 Astrologie in buddhistischer Sicht. Verlag Beyerlein & Steinschulte, Stammbach-Herrnschrot, ISBN  3-931095-50-9
- 2006 Die Psychologie der Befreiung. Der Buddha und die Triebe. Verlag Beyerlein & Steinschulte, Stammbach-Herrnschrot, ISBN 3-931095-59-2
- 2007 Buddhistischer Umgang mit Rilke. Eine existentielle Studie. Verlag Beyerlein & Steinschulte, Stammbach-Herrnschrot, ISBN 978-3-931095-73-4

### Übersetzungen aus dem Pali-Kanon
- 1994 Itivuttakam. Sammlung der Aphorismen aus dem Palikanon. (2. Auflage 2004) Verlag Beyerlein-Steinschulte, Stammbach-Herrnschrot, ISBN 3-931095-47-9
- 1994 Vimana-vatthu. Wege zum Himmel. Ein Text aus der Kürzeren Sammlung des Palikanons. (2. Auflage 2001) Verlag Beyerlein-Steinschulte, Stammbach-Herrnschrot, ISBN 3-931095-30-4
- 1995 Peta-vatthu. Das buddhistische Totenbuch. Ein Text aus der Kürzeren Sammlung des Palikanons. (2. Auflage 2001) Verlag Beyerlein-Steinschulte, Stammbach-Herrnschrot, ISBN 3-931095-31-2
- 1997 Die Reden des Buddha. Gruppierte Sammlung. Samyutta-Nikaya. Aus dem Palikanon übersetzt von Wilhelm Geiger, Nyanaponika Mahathera, Hellmuth Hecker. Verlag Beyerlein-Steinschulte, Stammbach-Herrnschrot, ISBN 3-931095-16-9
- 2006 Anguttara Nikaya. Die Angereihte Sammlung der Reden des Buddha. Buch 1 und 2. Neu übersetzt und kommentiert von Hellmuth Hecker. Verlag Beyerlein-Steinschulte, Stammbach-Herrnschrot, ISBN 3-931095-62-2